# 大原美気
大原 美気（おおはら の みけ）は、奈良時代から平安時代初期にかけての貴族。官位は従四位下・大膳大夫。

## 経歴
宝亀6年（775年）正六位下から二階昇進して従五位下に叙爵し、翌宝亀7年（776年） 右大舎人助に任ぜられる。のち、美作介次いで美作守と地方官を務める。
桓武朝に入ると、天応2年（782年）に発生した氷上川継の乱に連座して京外追放となるが、のちに赦され延暦5年（786年）弾正弼に任ぜられて官界に復帰する。延暦10年（791年）に従五位上に昇叙されると、桓武朝中期以降は順調に昇進し、延暦18年（799年）従四位下・大膳大夫に至る。

## 官歴
『六国史』による。
- 時期不詳：正六位下
- 宝亀6年（775年） 6月28日：従五位下
- 宝亀7年（776年） 3月6日：右大舎人助
- 宝亀8年（777年） 正月25日：美作介
- 宝亀9年（778年） 8月20日：美作守
- 天応2年（782年） 閏正月19日：京外追放（氷上川継の乱に連座）
- 延暦5年（786年） 2月17日：弾正弼
- 延暦8年（789年） 2月4日：尾張守
- 延暦10年（791年） 正月7日：従五位上
- 時期不詳：正五位上
- 延暦15年（796年） 10月27日：諸陵頭
- 時期不詳：従四位下
- 延暦18年（799年） 6月16日：大膳大夫